# Zakusîlî, Narodîci
Zakusîlî (în ucraineană Закусили) este localitatea de reședință a comunei Zakusîlî din raionul Narodîci, regiunea Jîtomîr, Ucraina.

## Demografie
Componența lingvistică a localității Zakusîlî
     Ucraineană (96,27%)
     Română (2,37%)
     Rusă (1,36%)
Conform recensământului din 2001, majoritatea populației localității Zakusîlî era vorbitoare de ucraineană (96,27%), existând în minoritate și vorbitori de română (2,37%) și rusă (1,36%).